# XHUAH-FM
XHUAH-FM, conocida como Radio UAEH o Radio Universidad, es una estación de radio localizada en Pachuca de Soto, en el Estado de Hidalgo, México. Transmite en los 99.7 MHz de la banda de Frecuencia Modulada con 10 000 watts de potencia. A cargo de la Universidad Autónoma del Estado de Hidalgo.

## Historia
Inició su señal de prueba el 16 de septiembre del año 2000 y de manera oficial salió al aire el 20 de noviembre del mismo año.

### Pruebas y primera etapa
La estación inició sus pruebas con la transmisión de música de catálogo en inglés y en español. La primera voz que se escuchó en radio Universidad fue la de Daniel Zárate Ramírez que presentó una canción y dijo la hora, la segunda intervención fue de Jorge Rubí Garza. 
Cuando la estación entra formalmente al aire se hizo a través de un formato de cápsulas en donde se hablaba de ciencia, literatura historia e investigación el día 20 de noviembre del año 2000. El primer director fue Jorge Rubí Garza y los primeros productores fueron Daniel Zárate Ramírez, Ignacio Cárdenas Roldán, Lourdes Pérez y Florencia Vite Alvarez, en posproducción iniciaron Guillermo Soto Loza y Armando Valdez.
El 23 de noviembre de 2009. Radio Universidad 99.7 festejó su noveno aniversario al aire con una serie de transmisiones que iniciaron desde las primeras horas del 20 de noviembre.

## UAEH
La Universidad Autónoma del Estado de Hidalgo (UAEH) es la institución pública de educación superior más importante y la institución de enseñanza más antigua del Estado de Hidalgo. El plantel nació con el estado; en sus distintas etapas de desarrollo se reflejan las correspondientes épocas de la historia hidalguense. Se encuentra distribuida en todo el estado, siendo su principal campus el de Pachuca.